# Microplitis indicus
Microplitis indicus är en stekelart som beskrevs av Marsh 1978. Microplitis indicus ingår i släktet Microplitis och familjen bracksteklar. Inga underarter finns listade i Catalogue of Life.